# 焦夫省 (沙地阿拉伯)
焦夫省（阿拉伯语：‎）是沙烏地阿拉伯的一個省份，位於西北部，與約旦接壤，西臨亞喀巴灣。依人口下设3个行政区Sakakah、Alqurayyat和Dawamat Aljandal。